# Idioma zoque chiapaneco
El zoque chiapaneco o zoque de Chiapas (Ode, Ore, Ote, Tsuni, Otetzame o Tzunitzame) es una lengua lengua zoqueana hablada en la región noroccidental del estado de Chiapas, México.

## Aspectos históricos, sociales y culturales

### Historia de la lengua

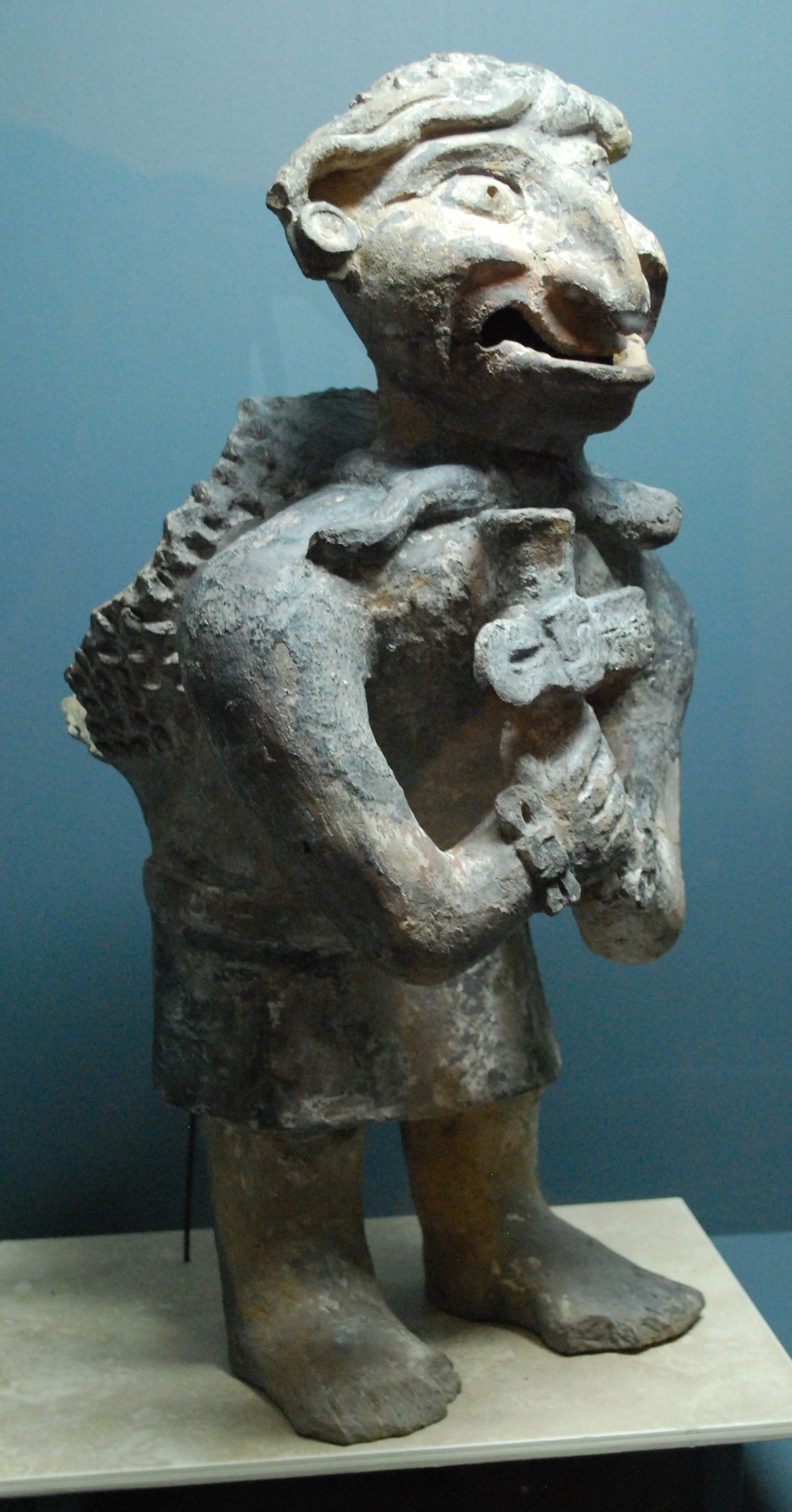
Escultura zoque de la cueva Los Bordos, Cintalapa, 600-900 d. C.

El traslape del área histórica zoqueana y el área nuclear de la civilización olmeca (período preclásico), así como la evidencia arqueológica y epigráfica disponible, sugiere que esta antigua cultura pudo haber sido hablante de protomixe-zoque o protozoque.
Hasta el siglo XVI, las lenguas mixe-zoqueanas se hablaban en una zona delimitada en el norte por la costa del golfo de México y en el sur por la costa del Pacífico de la actual Guatemala, aunque desde entonces las lenguas de la rama zoqueana han visto reducido su territorio.
Actualmente el zoque es la única lengua indígena de Chiapas que no pertenece a la familia mayense, si bien desde la antigüedad ha mantenido una relación de contacto lingüístico con las lenguas de esta agrupación y ello se ve reflejado en ciertos rasgos de la lengua.

### Uso y distribución

#### Distribución geográfica

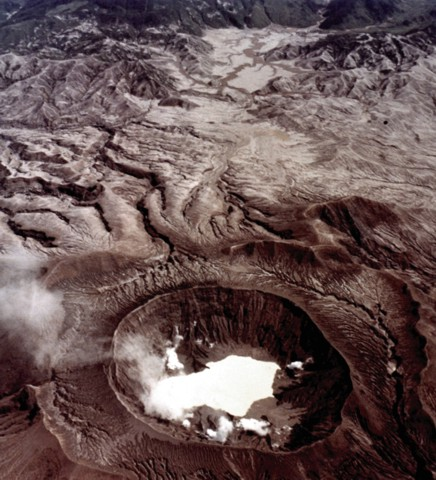
Vista aérea de El Chichón, 4 de noviembre de 1982.

El zoque de Chiapas es hablado por el pueblo zoque en la zona noroccidental de este estado mexicano. Los zoques habitan las regiones de la vertiente del golfo de México, el norte de la Sierra Madre de Chiapas y la Depresión Central de Chiapas, aunque esta población ha sido sujeto de cierta movilidad geográfica. Lo anterior está especialmente relacionado con la erupción del volcán Chichonal de 1982, la cual devastó una parte importante del territorio zoque y provocó la dispersión de varias comunidades de hablantes a lo largo del territorio chiapaneco. Actualmente, existen núcleos importantes de hablantes en los municipios de Amatán, Copainalá, Chapultenango, Francisco León, Ixhuatán, Ixtacomitán, Jitotol, Juárez, Ocotepec, Ocozocoautla, Pantepec, Pichucalco, Rayón, Reforma, Solosuchiapa, Tapalapa, Tecpatán y Tuxtla Gutiérrez.
Con anterioridad, el zoque de Chiapas se habló en el sur de Tabasco, distinguiéndose las variedades locales de Tapijulapa y Oxolotán, dentro del municipio de Tacotalpa. Sin embargo, la lengua y sus hablantes fueron perseguidos por las políticas castellanizadoras del gobierno estatal de Tomás Garrido Canabal (1919-1934), fracturando definitivamente su transmisión intergeneracional y conduciéndola a su extinción.

#### Uso y estatus

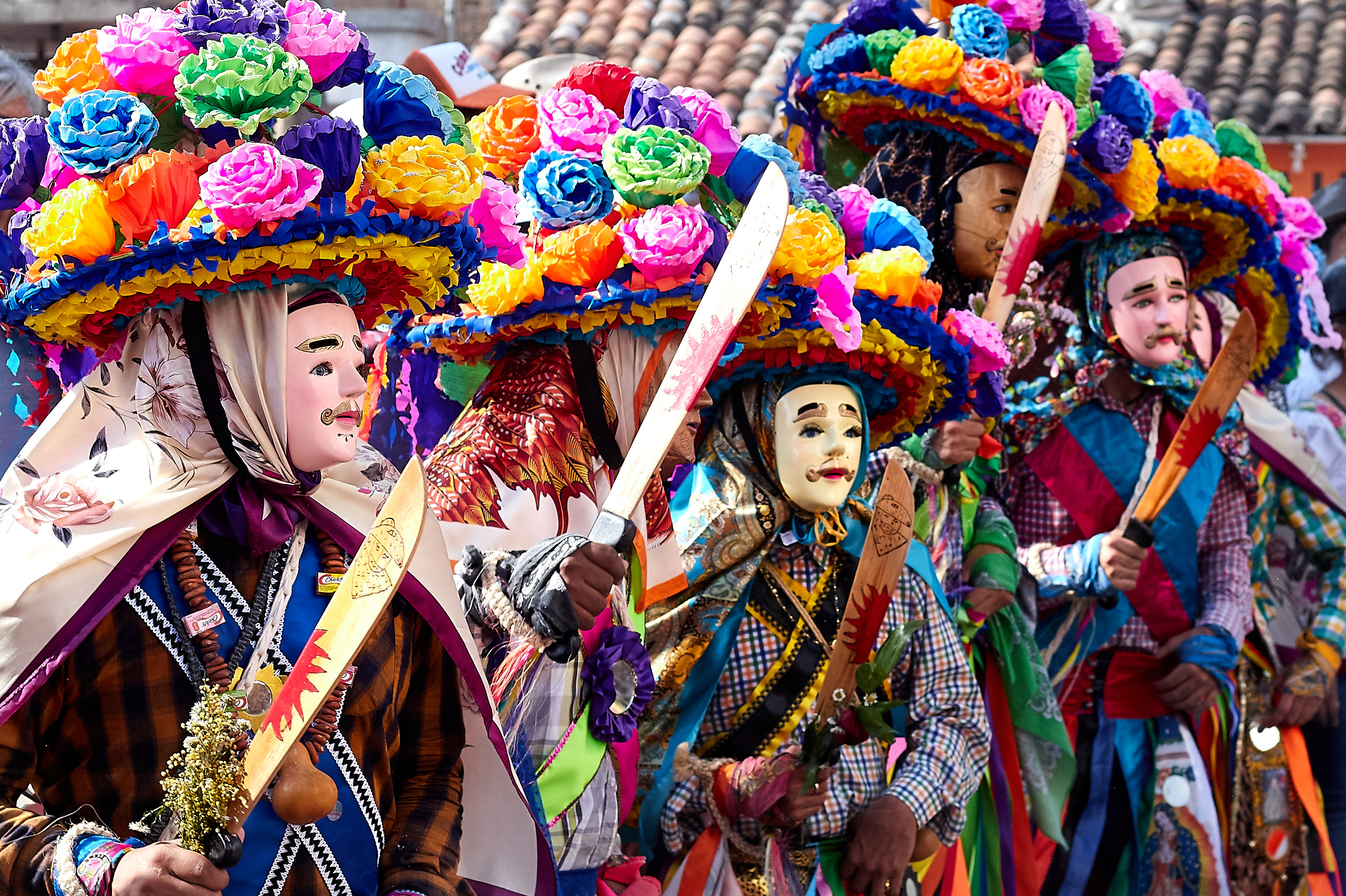
Carnaval en Ocozocoautla

La movilidad geográfica del pueblo zoque dificulta la estimación del número total de hablantes de zoque. Según el Censo de Población y Vivienda del INEGI, hacia 2010 había 1,141,499 hablantes de lenguas indígenas en Chiapas, de los cuales 53,839 dominaban alguna variedad de la lengua zoque. Hacia 2017, Faarlund y Aguilar Gil estimaban tasas elevadas de hablantes entre la población de los municipios Pantepec (50%), Ocotepec (80-90%) y Tapalapa (80-90%), con un total combinado de alrededor de 15,000 hablantes.
Aunque la lengua goza de vitalidad en la zona de Ocotepec y Tapalapa, actualmente se encuentra amenazada por varios factores, como la interrupción de su transmisión a las generaciones más jóvenes y el desplazamiento geográfico del pueblo zoque. Estas circunstancias son especialmente apremiantes en municipios como Copainalá, donde solo una pequeña parte de la población domina el zoque, y Ocozocoautla, Tapilula, Tecpatán y Tuxtla Gutiérrez, donde ha sido desplazado por el español. Del mismo modo, el Atlas interactivo UNESCO de las lenguas del mundo en peligro clasifica las variedades de Copainalá, Ostuacán y Tecpatán ("zoque central") y de Ocozocuautla y Tuxtla Gutiérrez ("zoque meridional") como lenguas en peligro.
Desde 2003, la Ley General de Derechos Lingüísticos de los Pueblos Indígenas otorga a las lenguas indígenas de México y al español el estatus de lenguas nacionales y les confiere la misma validez en los diferentes niveles de la administración pública.

### Variantes

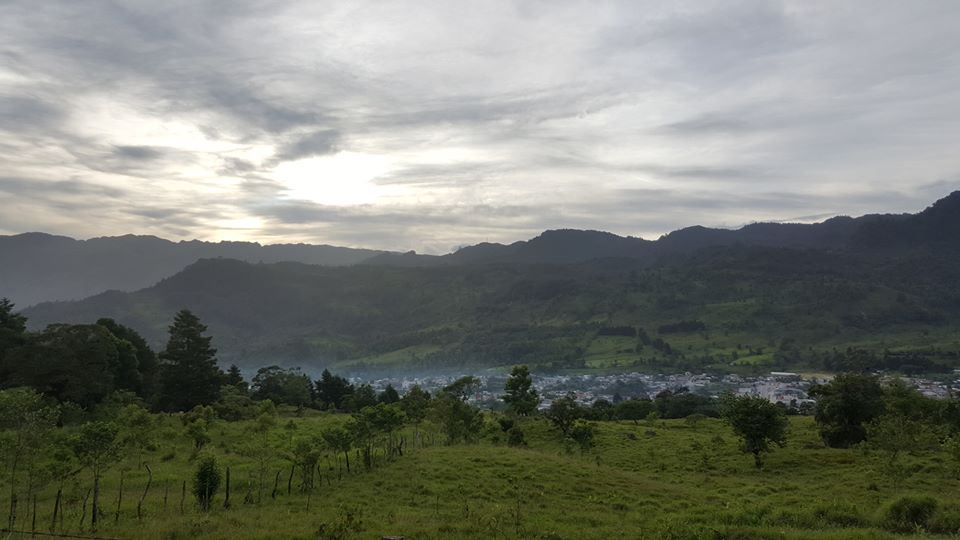
Paisaje de Rayón, Chiapas

Existen varias propuestas para una dialectología del zoque de Chiapas. Hacia mediados del siglo XX, William L. Wonderly sugirió una división del zoque chiapaneco en cuatro variedades:
- Zoque central: Copainalá
- Zoque del norte: Francisco León
- Zoque del noreste: Chapultenango, Ocotepec, Pantepec, San Bartolomé, Tapalapa
- Zoque del sur: Ocozocoautla, Tuxtla Gutiérrez

Por su parte, la base de datos Ethnologue distingue tres variedades principales de esta lengua:
- Zoque de Copainalá
- Zoque de Francisco León
- Zoque de Rayón

Finalmente, el Catálogo de lenguas indígenas nacionales del INALI reconoce seis variedades del zoque de Chiapas:
- Zoque del centro: Copainalá, Tecpatán
- Zoque del sur: Tuxtla Gutiérrez
- Zoque del este: Ixhuatán, Tapilula
- Zoque del noroeste: Francisco León
- Zoque del norte alto: Chapultenango
- Zoque del norte bajo: Ocotepec, Tapalapa, Pantepec, Rayón.

### Literatura y tradición oral
La tradición oral de los zoques comprende un gran abanico de formas y expresiones, entre los que se encuentran cuentos, narraciones histórico-mitológicas y poesía,: 72, 642  entre otros géneros. A partir del s. xx, este corpus fue inicialmente documentado y difundido, aunque no con mucha sistematicidad, por investigadores del Instituto Lingüístico de Verano, vinculando esta tarea directamente con sus intereses lingüísticos, antropológicos y religiosos en la región. Desde entonces, ha prevalecido una visión antropológica sobre la recepción y estudio de la tradición oral zoque, frente a la ausencia de un acercamiento literario a la misma.
En la actualidad, los escritores zoques contemporáneos emplean tanto el zoque como el español en sus obras, en muchas ocasiones presentándolas en formato bilingüe, y su escritura remite a un diálogo tanto con la tradición oral y cultura zoque como con tópicos de la literatura occidental y la literatura mexicana.
En la literatura zoque, una figura particularmente importante es Mikeas Sánchez (Chapultenango, 1980), cuya obra poética ha merecido diversos premios literarios y difusión tanto nacional como internacional. Otros poetas con publicaciones en lengua zoque incluyen a Trinidad Gómez Arias (Yä’kire äj ntzokoy = Aquí es mi corazón, 2016), Elvira de Imelda Gómez Díaz (Ore tsame’is xüngü = Luz de la palabra, 2008) y Lyz Sáenz.
Entre los narradores contemporáneos en zoque, se encuentran Joaquín Gómez González (Te’ tza’mayospapä Kajsyi = La gallina campesina, 2010) y Humberto Saraoz (Po’ostin jäyä = El color de las flores amarillas, inédita), quienes han explorado la novela como principal formato creativo.
Existen algunas organizaciones y asociaciones civiles, como la Unidad de Escritores Mayas-Zoques y el Centro de Lengua y Cultura Zoque, que se han dedicado a la difusión y promoción de la literatura zoque. En 2014, el Centro de Lengua y Cultura Zoque fundó la revista bilingüe zoque-español Ore (La palabra, en zoque), aunque solo se editaron dos números.

## Descripción lingüística

### Clasificación
El zoque de Chiapas pertenece a la rama zoqueana de la familia lingüística mixe-zoque. Se encuentra cercanamente emparentado con el zoque de Oaxaca, hablado en la región istmeña de los Chimalapas, y guarda cierto grado de inteligibilidad con esta lengua.

### Fonética, fonología y escritura

#### Fonética y fonología

##### Características fonológicas generales
El zoque de Chiapas posee un repertorio de fonemas modesto, aunque también presenta una gran cantidad de procesos fonológicos desencadenados por la productiva morfología de esta lengua. Por otra parte, el ceñido contexto de aplicación de estos procesos fonológicos sugiere que, en zoque, la palabra es una unidad fácilmente definible en términos fonológicos.

##### Cuadro de fonemas
|         | Anterior | Central | Posterior |
| ------- | -------- | ------- | --------- |
| Cerrada | i        | ɨ       | u         |
| Media   | e        |         | o         |
| Abierta |          | a       |           |

|           | Labial | Apical | Palatal | Velar | Glotal |
| --------- | ------ | ------ | ------- | ----- | ------ |
| Oclusiva  | p      | t      |         | k     | ʔ      |
| Africada  |        | t͡s     |         |       |        |
| Fricativa |        | s      |         | x / h | x / h  |
| Nasal     | m      | n      |         | ŋ     |        |
| Semivocal | w      |        | j       |       |        |

- Varias consonantes, como la labiodental /f/ o las líquidas /l/ y /ɾ/, entre otras, aparecen regularmente en préstamos del español.[32][33][30]

#### Escritura
Hasta finales del siglo XX, la escritura zoque comprendió, sobre todo, textos religiosos publicados por misioneros católicos y evangelistas, así como algunas recopilaciones de cultura e historia oral patrocinadas por el gobierno chiapaneco y la Universidad Autónoma de Chiapas. Posteriormente, la firma de los Acuerdos de San Andrés fomentó la publicación y traducción de materiales en las lenguas de Chiapas, lo que tuvo un impacto favorable en la producción y diversificación de textos escritos en zoque.
Algunos años después y con fundamento en la Ley General de Derechos Lingüísticos de los Pueblos Indígenas, el INALI y la Universidad Intercultural de Chiapas promovieron la creación de una norma ortográfica para la lengua zoque, finalmente publicada en edición bilingüe en el año de 2011. Esta propuesta comprende un alfabeto (nenhejaye) de 20 letras (18 simples y dos dígrafos), que procura mantener una relación de uno a uno con cada fonema de la lengua.
| A a | E e | I i | J j | K k   | L l | M m | N n | NH nh | O o |
| /a/ | /e/ | /i/ | /x/ | /k/   | /l/ | /m/ | /n/ | /ŋ/   | /o/ |
| P p | R r | S s | T t | TZ tz | U u | W w | Y y | Ä ä   | ' ' |
| /p/ | /r/ | /s/ | /t/ | /ts/  | /u/ | /w/ | /j/ | /ɨ/   | /ʔ/ |

##### Estructura silábica
La estructura silábica mínima es de tipo CV, es decir, está formada por una consonante y una vocal, el núcleo de la sílaba. Otros tipos de sílaba posibles son CVC, CVCC, CCV y, muy excepcionalmente, CCCV.
Tipos de sílabas en zoque (Faarlund y Aguilar Gil, 2017, 30-31)
| CV   | mu.su   | 'supo'     |
| CVC  | täk     | 'casa'     |
| CVCC | äjt     | 'yo'       |
| CCVC | tyäk    | 'su casa'  |
| CCCV | mpyo.yu | 'corriste' |

##### Acento
El zoque de Chiapas exhibe un patrón acentual troqueo y tiende a organizar las palabras en pies o secuencias de sílabas fuerte-débil. La formación de los pies se da de derecha a izquierda y el acento se asigna usualmente a la penúltima sílaba. El acento zoque no es sensible ni a la estructura morfológica de la palabra ni al peso silábico.
Faarlund y Aguilar Gil (2017, 29)
kúpkuʹy ‘pueblo’
kupkúʹyʹis ‘de un pueblo’
kupkuʹyʹístam ‘de pueblos’
Una excepción a lo anterior es la combinación de los sufijos verbales -tam y -u, que produce la elisión de la secuencia -mu y da como resultado una palabra acentuada en la última sílaba.
Faarlund y Aguilar Gil (2017, 30)
ntzäk-tám-u > ntzäktá ‘hicimos’
nʹis-tám-u > nʹistá ‘veamos’
En palabras tetrasilábicas, surge un acento secundario que se asigna a la posición fuerte del primer pie de la palabra.
Herrera Zendejas (2018, 588)
ˌσσˈσσ    takajahu    ‘se amargó’
ˌσσˈσσ    komehkoju    'mintió'

##### Procesos fonológicos generales
En zoque existen varios procesos fonológicos activos que ocurren en fronteras morfológicas, cuando las raíces se combinan con clíticos, afijos o con otras raíces para formar nuevas palabras.

###### Armonía vocálica
Los sufijos con vocales no posteriores sufren de armonía vocálica. En estos casos, el rasgo de abertura de la vocal del sufijo se asimila al de la vocal inmediatamente precedente.

###### Metátesis
Dos segmentos sufren cotidianamente de metátesis: la semivocal /j/ y la consonante /ʔ/. Por un lado, la semivocal /j/ sufre metátesis con cualquier consonante a la que anteceda, lo que suele resultar en una palatalización. Este fenómeno se relaciona especialmente con la marca de 3a. persona y-.
Faarlund y Aguilar Gil (2017, 33)
kupkuʹy=taʹm > kupkuʹtyaʹm ‘pueblos’
y-käkäy-jayu > kyäkäjyayu ‘él/ella lo tomó de él/ella’
y-tata > tyata ‘su papá’
Por otro lado, la secuencia de una consonante nasal seguida de una oclusiva glotal desencadena una metátesis cuando estos segmentos coinciden al final de una base y al inicio de un sufijo.
Faarlund y Aguilar Gil (2017, 33)
tom-ʹäyu > toʹmäyu ‘se acercó’
tunh=ʹomo > tuʹnhomo ‘en un camino’

###### Palatalización
Las consonantes /t, t͡s , s, n, x/ se palatalizan ante la semivocal /j/, incluso cuando este último segmento cambia de posición por una metátesis.
Faarlund y Aguilar Gil (2017, 34)
y-tzapu > tzyapu [t͡ʃabu] ‘lo dijo’
kyäs-yaju > kyäs-yaju [kjɘʃahu] ‘lo comieron’

###### Aspiración
El sufijo -u y aquellos que comienzan con una consonante glotal /ʔ/ disparan un proceso de aspiración cuando se combinan con una base que acaba en una consonante obstruyente. En dado caso, el segmento glotal se pierde y se inserta una fricativa glotal antes de la consonante final de la base.
Faarlund y Aguilar Gil (2017, 35-36)
nyitäp-ʹäyu > nyitäjpäyu ‘lo atacó’
myätz-ʹäyu > myäjtzäyu ‘jugó’
nyip-u > nyijpu ‘lo sembró’

###### Sonorización
Las consonantes oclusivas sordas /p/ y /t/ regularmente se sonorizan en posición intervocálica. Este proceso opera aun cuando existe una oclusiva glotal entre la consonante y alguna de las vocales. Sin embargo, existen algunas excepciones. En primer lugar, algunos ítems léxicos no manifiestan la sonorización de /t/. En segundo lugar, las consonantes que han atravesado por otro proceso por lo general no se sonorizan. Esto incluye las consonantes preaspiradas, la /t/ palatalizada y las consonantes dobles simplificadas.
Similarmente, las secuencias de consonantes nasales y oclusivas/africadas se asimilan mutuamente. Por un lado, la nasal adquiere el punto de articulación de la oclusiva y, por otro, este segmento se sonoriza.
Faarlund y Aguilar Gil (2017, 37)
tzyeʹtaʹm=päʹ > tzyeʹdaʹmʹbäʹ  ‘pequeños’
n-täk > ndäk ‘mi casa’
toʹnh-tzoʹtzu > toʹndzoʹtzu ‘comenzó a beber’
La sonorización ante consonantes nasales también puede observarse al interior de morfemas, entre fronteras de palabras y en la adaptación de préstamos del español.
Herrera Zendejas (1995, 87-88)
tandan 'mariposa'
te' tandaŋ kehk-pa > te' tandaŋ geh-pa  'La mariposa cae.'
mandeka  'manteca'

###### Pérdida del rasgo nasal
Las nasales pierden los rasgos de sonoridad y nasalidad en posición final de palabra, ante la fonema /j/ o ante el sufijo -u, usualmente en bases sustantivas.
Faarlund y Aguilar Gil (2017, 38-40)
täp (täʹmis) ‘fruta’ ('mi fruta')
tzyam-yaju > tzyapyaju ‘dijeron’
manh-u > maku ‘fue’
En el zoque de Tapalapa la pérdida del rasgo nasal es parcial. Las nasales ante las oclusivas /p/, /t/ o /k/ se dividen en dos segmentos: una oclusiva con el rasgo del punto de articulación de la nasal original y una nasal con el punto de articulación de la oclusiva siguiente.
Zoque de Tapalapa (Faarlund y Aguilar Gil, 2017, 39)
tzam-täjpa > tzapntäjpa ‘se habla’
sun-pa > sutmpa ‘lo quiere’
win-ti > witnti ‘el primerísimo’
En el zoque de Ocotepec estas combinaciones resultan o en la asimilación de la nasal (sumpa) o en la pérdida del rasgo nasal (sutpa). Excepcionalmente, cuando ocurre una consonante nasal velar ante un sufijo con armonía vocálica, la nasal se convierte en una semiconsonante labiovelar [w]: kotzonh-e > kotzowe ‘ayuda’.

###### Simplificación de consonantes dobles
El zoque de Chiapas no presenta consonantes geminadas, aunque es posible que los procesos morfológicos arrojen series de dos consonantes idénticas. En estos casos, las consonantes dobles se simplifican y, aunque aparezcan en contextos favorables para ello, no se sonorizan.
Zoque de Ocotepec y Tapalapa (Faarlund y Aguilar Gil, 2017, 40)
n-nana > nana 'mi madre'
wiʹk-kuʹy > wiʹkuʹy 'comida, alimento'
Zoque de Nuevo Carmen Tonapac (Herrera Zendejas, 2018, 563)
nihp-pa > nihpa 'sembrar'

### Gramática

#### Tipología
Román de la Cruz Morales describe seis rasgos tipológicos relevantes para el zoque de Ocotepec. Según el autor, se trata de una lengua polisintética y aglutinante, con orden de argumentos flexible, aunque con características de una lengua OV. A su vez, presenta marcación doble (de persona en verbos y de caso en dependientes) y marcación jerárquica (2>1>3) en verbos. Su alineamiento es ergativo-absolutivo, con una escisión en la 3.ª persona de cláusulas con conjugación dependiente. Finalmente, la lengua distingue patrones de conjugación (persona y aspecto/modo) distintos para cláusulas independientes y dependendientes.

#### Pronombres
El zoque chiapaneco distingue pronombres personales para la primera y segunda personas gramaticales, pero no para la tercera. En este caso, se recurre al uso del determinante teꞌ. Los pronombres se flexionan en cuatro casos: absolutivo, ergativo, genitivo y oblicuo.
| Caso       | 1P ("yo") | 2P ("tú") |
| ---------- | --------- | --------- |
| absolutivo | äjtzi     | mijtzi    |
| ergativo   | äjt       | mijt      |
| genitivo   | äj        | mij       |
| oblicuo    | äjtzy-    | mijtzy-   |

Para marcar el plural en los pronombres, se agrega taꞌam o yumu después de la marca de caso. En el caso del pronombre en genitivo, la marcación del plural recae en el sustantivo poseído. En el paradigma de primera persona plural ocurre la distinción entre exclusivo e inclusivo.

#### Morfología
El zoque de Chiapas presenta nueve clases de palabras: sustantivo, pronombre, determinante, cuantificador, adjetivo, verbo, preverbo, adverbio y subordinante. En zoque, una palabra puede estar formada por una raíz léxica, morfemas derivativos, morfemas flexivos y clíticos. Generalmente, solo los sustantivos, pronombres, verbos, adjetivos y verbos presentan morfología flexiva, aunque todas las clases de palabras pueden combinarse con clíticos. La lengua presenta tres principales procesos morfológicos involucrados en la formación de palabras: la composición, la afijación y la clitización.
En los compuestos zoques, dos raíces se unen para formar una nueva palabra que puede servir como base para combinarse con afijos y clíticos. En este caso, la segunda raíz funciona como núcleo del compuesto, determinando su significado y comportamiento gramatical. Este proceso morfológico por lo general permite obtener sustantivos y verbos. En este último caso, es importante la incorporación, un tipo de composición en la cual un verbo se une a sustantivo que funciona como objeto, con el fin de crear una nueva raíz intransitiva.
Faarlund y Aguilar Gil (2017, 43)
tzaʹmapät ‘duende, gigante’ (tzaʹma ‘montaña, bosque’, pät ‘hombre’)
anejuy- ‘comprar tortillas’ (ane ‘tortilla’, juy- ‘comprar’)

### Léxico
Durante los años 1980, investigadores del Instituto Lingüístico de Verano publicarion diccionarios bilingües zoque-español para las variedades de Copainalá, Rayón y Francisco León.. La siguiente tabla resume los numerales en 2 de las tres principales variedades del zoque chiapaneco comparándolas con el proto-zoqueano.
| Numeral | proto-zoqueano | Zoque de Copainalá | Zoque de Francisco León |
| ------- | -------------- | ------------------ | ----------------------- |
| 1       | *tum-          | tumi               | tumi                    |
| 2       | *mehʦ-, *wis-  | meʦa               | meʦkuy                  |
| 3       | *tuku-         | tukaʔy             | tuʔkay                  |
| 4       | *mak(ta)s-     | makškuʔ            | maksikuy                |
| 5       | *mos-          | mosaʔ              | mosay                   |
| 6       | *tuhtu-        | tuhtaʔ             | tuhtay                  |
| 7       | *wis.tuh-      | kuʔyaʔy            | kuʔyay                  |
| 8       | *tuku.tuhtu-   | tukutuhtaʔy        | takutuh-                |
| 9       | *maks.tuhtu-   | makstuhtaʔy        | maks.tuh-               |
| 10      | *mahk-         | mahkaʔy            | mahkay                  |

### Libros
- Carpio, Carlos Uriel del; Sandoval Aguilar, Zázil (1994). Zoques de Chiapas. México: Instituto Nacional Indigenista-Secretaría de Desarrollo Social.
- Engel, Ralph; Engel, Mary Allhiser de (1987). Diccionario zoque de Francisco León. Serie de vocabularios y diccionarios indígenas "Mariano Silva y Aceves" (30). México: Instituto Lingüístico de Verano.
- Faarlund, Jan Terje; Aguilar Gil, Yásnaya (2017). La lengua zoque (PDF). México: Universidad Nacional Autónoma de México, Centro de Investigaciones Multidisciplinarias sobre Chiapas y la Frontera Sur. ISBN 978-607-02-9940-7.
- Harrison, Roy; Harrison, Margaret B. de (1984). Vocabulario zoque de Rayón. México: Instituto Lingüístico de Verano.
- Harrison, Roy; Harrison, Margert B. de; García H., Cástulo (1981). Diccionario zoque de Copainalá. Serie de vocabularios y diccionarios indígenas "Mariano Silva y Aceves" (23). México: Instituto Lingüístico de Verano.
- Herrera Zendejas, Esther (1995). Palabras, estratos y representaciones: temas de la fonología léxica del zoque. Estudios de Lingüística y Literatura (29). México: El Colegio de México. ISBN 968-12-0661-4. doi:10.2307/j.ctv47w59m.
- Herrera Zendejas, Esther (2018). «Patrones fónicos del zoque (ISO zos)». Mapa fónico de las lenguas mexicanas: formas sonoras 3. México: El Colegio de México, Centro de Estudios Lingüísticos y Literarios, Laboratorio de Estudios Fónicos. ISBN 978-607-628-330-1.
- INALI (2011). Otejaye'is 'yanhki'mkuy. Norma de escritura de la lengua otetzame (zoque). México-Tuxtla Gutiérrez: Instituto Nacional de Lenguas Indígenas. Gobierno del Estado de Chiapas. Universidad Intercultural de Chiapas. ISBN 978-607-7538-55-4.
- Muñoz Muñoz, Carlos (2014). Pekatzameram Kuyatymärampä. Unos cuentos de Francisco León, Chiapas. México: Instituto Nacional de Lenguas Indígenas.

### Capítulos de libro
- Pfeiler, Barbara (2014). «El zoque y el maya yucateco: dos lenguas mexicanas con distinta historia».  En Barriga Villanueva, Rebeca; Martín Butragueño, Pedro, eds. Historia sociolingüística de México 3. México: El Colegio de México. ISBN 978-607-462-523-3.

### Artículos
- Ramírez Muñoz, Ernesto; Cruz Morales, Román de la (2017). «Ocotepec». International Journal of American Linguistics 83 (51). doi:10.1086/689455.
- Saꞌakäsmä, Jaime (2021). «Panorama de las literaturas tzunitzame’tam (zoque)». Enciclopedia de la Liteatura en México.
- Wonderly, William L. (1951). «Zoque II: Phonemes and Morphophonemes». International Journal of American Linguistics 17 (2). doi:10.1086/464114.
- Wonderly, William L. (1946). «Phonemic acculturation in zoque». International Journal of American Linguistics 12 (2). doi:10.1086/463896.

### Tesis
- Cruz Morales, Román de la (2016). Construcciones con predicados seriales en zoque de Ocotepec, Chiapas: estructura, semántica y gramaticalización (Tesis de maestría). México: Centro de Investigaciones y Estudios Superiores en Antropología Social.
- Ramírez Muñoz, Ernesto (2016). Oraciones de complemento en el zoque de Ocotepec, Chiapas (Tesis de maestría). México: Centro de Investigaciones y Estudios Superiores en Antropología Social.

### En línea
- INALI (2008). «Zoque». Catálogo de lenguas indígenas nacionales: Variantes lingüísticas de México con sus autodenominaciones y referencias geoestadísticas. México: Instituto Nacional de Lenguas Indígenas. Consultado el 12 de septiembre de 2020.